# 9M14 Maljutka
9M14 Maljutka (ryska: 9М14 Малютка) var den första handburna pansarvärnsroboten som utvecklades i Sovjetunionen. Det är troligen också den mest tillverkade pansarvärnsroboten någonsin. 

## Namngivning
- 9M14 är beteckningen på själva roboten
- 9P111 är beteckningen på den låda som roboten transporteras i och avfyras från
- 9S415 är beteckningen på den siktesenhet som skytten använder för att avfyra och styra roboten
- 9K11 är beteckningen på systemet med samtliga ovan nämnda delar

Dessutom använder NATO rapporteringsnamnet AT-3 Sagger.

## Historia

### Vietnamkriget
9K11 användes i strid första gången 23 april 1972 då den slog ut en M48 Patton och en M113 från Sydvietnams 20:e pansardivision. Totalt slogs åtta stridsvagnar ut av Maljutka-robotar under Vietnamkriget. Kombinationen av terrängen och den relativt långa minimiräckvidden gjorde att vapnet inte kom till sin rätt.

### Oktoberkriget
Betydligt bättre lyckades Egyptiska armén använda robotarna under oktoberkriget. Totalt 800 israeliska stridsvagnar slogs ut av Maljutka-robotar.

## Varianter
- 9M14 (AT-3a) ursprungliga modellen som togs i tjänst 1963
- 9M15M (AT-3b) med kraftigare motor som minskar flygtiden
- 9M14P (AT-3c) modernare styrsystem där roboten styrs genom att målet hålls i siktet
- 9M14P1 kraftigare laddning som kan slå igenom upp till 520 mm pansarstål
- 9M14-2 (AT-3d) kraftigare laddning på 3,5 kg som kan slå igenom upp till 800 mm pansarstål
- 9M14-2F 3,0 kg termobarisk laddning
- 9M14-2M 4,3 kg tandemladdning slå igenom upp till 1000 mm pansarstål
- 9M14-2T 9M14-2M tillverkad i Jugoslavien
- HJ-73 Hongjian (röd pil) tillverkad i Kina